# پسارگیر بار

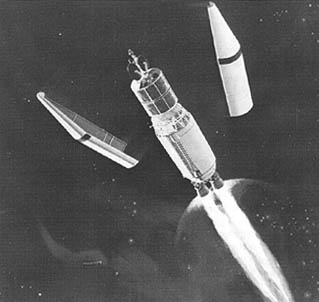
تصویری هنری از دور انداختن پسارگیر بار

پسارگیر بار، کلاهکی است که برای محافظت بار پرتابگر در برابر تأثیر فشار دینامیکی و گرمایش آیرودینامیکی هنگام پرتاب میان اتمسفر استفاده می‌شود.  کاربرد دیگر آن در برخی پروازها، حفظ محیط تمیز برای تجیزات حساس است. هنگامی که پرتابگر از اتمسفر خارج شد، تیزه‌گیر دور انداخته می‌شود و محموله را در معرض ماورای جو قرار می‌دهد.
- کفشک
- وسیله نقلیه را راه اندازی کنید
- برنامه بازیابی تیزه‌گیر اسپیس ایکس